# Pomacentrus bankanensis
Pomacentrus bankanensis es una especie de peces de la familia Pomacentridae en el orden de los Perciformes.

## Morfología
Los machos pueden llegar alcanzar los 9 cm de longitud total.

## Hábitat
Es un pez de mar.

## Distribución geográfica
Se encuentra desde la Isla de Navidad, al este del Índico, hasta Fiyi, el sur del Japón, Nueva Caledonia y Tonga.